# 272209 Corsica
272209 Corsica è un asteroide della fascia principale. Scoperto nel 2005, presenta un'orbita caratterizzata da un semiasse maggiore pari a 2,2900003 au e da un'eccentricità di 0,1483257, inclinata di 5,26866° rispetto all'eclittica.
L'asteroide prende nome dall'isola della Corsica, espressa in lingua corsa.